# 西日本旅客鉄道兵庫支社
西日本旅客鉄道兵庫支社（にしにほんりょかくてつどうひょうごししゃ）は、兵庫県神戸市中央区東川崎町にある西日本旅客鉄道（JR西日本）の支社の一つである。

## 概要
発足当初は神戸支社と称し、京都支社（現在の京滋支社）と共に、国鉄時代の大阪鉄道管理局の流れを汲み、兵庫県南西部を管轄していた。2010年12月の近畿統括本部への統合後はその下部組織に改組され、関係する駅・乗務員区の業務支援や運輸・技術系統間の鉄道オペレーションに係る業務の連携推進のほか、該当エリアの対外的な窓口としての機能を担うとされている。

## 沿革
- 1993年（平成5年）6月1日：神戸支社発足[1]。
- 1996年（平成8年）10月1日：東海道本線（JR神戸線）に甲南山手駅が新規開業。
- 2001年  (平成13年) 7月1日 : 山陽本線和田岬支線 (和田岬線) が電化開業。
- 2003年（平成15年）11月1日：管内の39駅にICカード「ICOCA」を導入。
- 2004年（平成16年）12月19日：加古川線電化事業完成。
- 2005年（平成17年）3月1日：山陽本線（JR神戸線）にひめじ別所駅が新規開業。
- 2007年（平成19年）
  - 3月18日：東海道本線（JR神戸線）にさくら夙川駅が新規開業。隣接する西ノ宮駅を西宮駅に改称。
  - 7月1日：神戸支社管内の新幹線現業機関が、同日より発足した新幹線管理本部（現在の新幹線鉄道事業本部）に移管される（エリア内の駅の管理は継続）。
- 2008年（平成20年）3月15日：山陽本線に須磨海浜公園駅とはりま勝原駅が新規開業。
- 2010年（平成22年）
  - 3月13日：姫新線兵庫県内区間の高速化事業完成。
  - 12月1日：京都支社・大阪支社と統合して近畿統括本部に変更。神戸支社は統括本部の下部組織に変更[2]。
- 2016年（平成26年）3月26日 - 東海道本線（JR神戸線）に摩耶駅、山陽本線（JR神戸線）に東姫路駅が新規開業。
- 2022年（令和4年）10月1日 - 組織改編に伴い、支社名称を兵庫支社に変更。

## 管轄対象駅
243.3km、81駅を管轄している。JR西日本の9支社で最も管轄距離が短い。兵庫支社が管轄する駅は次の通り（複数の路線が乗り入れる駅は所属線区を優先し、重複は計上しない）。
- 東海道本線（JR神戸線）：立花駅 - 神戸駅間
- 山陽本線（一部JR神戸線、和田岬線）：兵庫駅 - 上郡駅間および和田岬駅
- 加古川線：日岡駅 - 久下村駅間
- 姫新線：播磨高岡駅 - 上月駅間
- 赤穂線：西相生駅 - 備前福河駅間
- 山陽新幹線：新神戸駅

## 管理駅
JR西日本では、主要駅に駅長を配置してその駅を管理駅、または統括駅としている（鉄道部の管理下に置かれている線区を除く）。兵庫支社管内の統括駅とその管轄範囲（　）は次の通り。
- 三ノ宮統括駅[3]（立花駅 - 須磨駅間、和田岬駅、新神戸駅）
- 西明石統括駅[4]（塩屋駅 - 曽根駅間、日岡駅-久家村駅）
- 姫路統括駅[5]（ひめじ別所駅 - 上郡駅、西相生駅-備前福河駅）

## 鉄道部

### 廃止された鉄道部
- 加古川鉄道部 - 2009年7月1日廃止。支社直轄へ移行。
- 姫路鉄道部 - 2021年7月1日廃止。支社直轄へ移行。

## 乗務員区所

### 運転士
- 明石電車区
- ひめじ運転区（姫新線余部駅構内）

### 車掌
- 明石車掌区

### 運転士・車掌
- 姫路列車区